# J.P. Barry
J.P. Barry, är en kanadensisk jurist och NHLPA–certifierad spelaragent som är anställd av världens största agentur, Creative Artists Agency (CAA) och där han i princip driver deras hockeyavdelning med sina kollegor Pat Brisson och Claes Elefalk. De företräder ett 60-tal hockeyspelare som Daniel Alfredsson, Daniel Brière, Sidney Crosby, Matt Duchene, Loui Eriksson, Claude Giroux, Erik Johnson, Patrick Kane, Anže Kopitar, Jevgenij Malkin, Daniel Sedin, Henrik Sedin, Mark Streit, John Tavares och Jonathan Toews. Han och Brisson har företrätt tidigare Mats Sundin, Sergej Fjodorov och Jaromír Jágr.
Barry avlade juristexamen vid Université de Moncton. 1990 blev han blev anställd som jurist på advokatbyrån Smith, Lyons LLP, det varade fram till 1995 när NHLPA erbjöd honom ett juristtjänst där han övervakade de NHLPA-certifierade agenterna så att de skötte sig regelmässigt och skötte det dagliga arbetet rörande tvister om löner och klagomål mellan spelaren/NHLPA och medlemsorganisationen som den var kontrakterad till. 1998 valde Barry att söka sig vidare och blev spelaragent och chef för den globala agenturen IMG:s hockeyverksamhet, det varade till 2006 när han och Brisson valde att lämna IMG för att få arbeta med Creative Artists Agency (CAA).